# La Coulée (fleuve)
Pour les articles homonymes, voir La Coulée (homonymie).
La Coulée est un fleuve côtier de Nouvelle-Calédonie se situant au Mont-Dore en province Sud.

## Géographie
Sa longueur est de 11 km.
Elle trouve sa source en haut de la montagne de Plum et se jette dans la mer au niveau de l'embouchure avant Saint-Louis.

### Organisme gestionnaire
L'organisme gestionnaire est la DAVAR ou Direction des Affaires Vétérinaires, Alimentaires et Rurales, par son service de l'eau créée en 2012, avec deux poles le PPRE pôle de protection de la ressource en eau et le PMERE pôle mesures et études de la ressource en eau,.

## Affluents
- le Lembi (rg[note 2]),
- l'Oumbéa (rd),

## Hydrologie
Son régime hydrologique est dit pluvial tropical.

### Crues
Lors des grosses averses, ou même de dépressions tropicales, il arrive que La Coulée déborde et inonde la zone routière.

## Aménagements et écologie
La route R.P.1 ou Route Provinciale 1 la traverse au niveau de la Coulée.